# Nogliki
Nogliki (in russo: Ноглики) è una località urbana ed è il centro amministrativo del Rajon di Noglikskij dell'Oblast' di Sachalin, in Russia, situato lungo il fiume Tym' vicino alla costa orientale dell'isola di Sachalin, a circa 6 km (3,7 mi) dall'entroterra del litorale di Okhotsk e circa 600 km (370 mi) a nord di Južno-Sachalinsk. La popolazione è di 10,090 abitanti.

## Storia
Fu fondata alla fine degli anni '40 con l'inizio della produzione di petrolio nell'area. Nel 1960 fu concesso lo status di insediamento di tipo urbano.

## Economia e trasporti
Nogliki è un fornitore per i giacimenti di petrolio Sachalin I e Sachalin II, situati nell'Oceano Pacifico al largo della costa a nord-est. L'insediamento è anche il capolinea settentrionale della Rete ferroviaria di Sachalin, con la linea a scartamento ridotto che raggiunge l'insediamento nel 1978. Un'altra ferrovia che collega Nogliki con la città di Ocha più a nord fu completata nel 1953; tuttavia, questa linea si è chiusa al traffico passeggeri negli anni '80, con il solo traffico merci occasionale in seguito.
Nel settembre 2007 è stato aperto un aeroporto per i vicini sviluppi di petrolio e gas.

## Clima
| Nogliki (1991-2020) Fonte: | Mesi         | Mesi         | Mesi         | Mesi         | Mesi        | Mesi        | Mesi        | Mesi        | Mesi        | Mesi         | Mesi         | Mesi         | Stagioni | Stagioni | Stagioni | Stagioni | Anno  |
| Nogliki (1991-2020) Fonte: | Gen          | Feb          | Mar          | Apr          | Mag         | Giu         | Lug         | Ago         | Set         | Ott          | Nov          | Dic          | Inv      | Pri      | Est      | Aut      | Anno  |
| -------------------------- | ------------ | ------------ | ------------ | ------------ | ----------- | ----------- | ----------- | ----------- | ----------- | ------------ | ------------ | ------------ | -------- | -------- | -------- | -------- | ----- |
| T. max. media (°C)         | −11,8        | −10,0        | −3,8         | 2,8          | 9,2         | 15,6        | 18,7        | 20,0        | 16,7        | 8,5          | −2,4         | −10,4        | −10,7    | 2,7      | 18,1     | 7,6      | 4,4   |
| T. media (°C)              | −16,3        | −15,3        | −8,9         | −1,5         | 4,0         | 9,7         | 13,3        | 14,8        | 11,3        | 3,9          | −6,4         | −14,6        | −15,4    | −2,1     | 12,6     | 2,9      | −0,5  |
| T. min. media (°C)         | −20,3        | −20,1        | −13,8        | −4,9         | 0,3         | 5,5         | 9,6         | 11,0        | 7,2         | 0,3          | −10,0        | −18,4        | −19,6    | −6,1     | 8,7      | −0,8     | −4,5  |
| T. max. assoluta (°C)      | 0,9 (1991)   | 3,5 (1998)   | 13,0 (2021)  | 21,4 (2019)  | 30,6 (2016) | 32,8 (1988) | 33,6 (2013) | 33,3 (1982) | 28,6 (2014) | 22,3 (2018)  | 11,8 (2018)  | 2,4 (2008)   | 3,5      | 30,6     | 33,6     | 28,6     | 33,6  |
| T. min. assoluta (°C)      | −40,1 (1990) | −37,4 (1982) | −31,6 (1988) | −25,0 (1987) | −8,6 (1985) | −2,8 (1983) | −0,7 (1983) | 0,4 (1992)  | −3,8 (1984) | −12,4 (1986) | −28,2 (1998) | −36,9 (1996) | −40,1    | −31,6    | −2,8     | −28,2    | −40,1 |
| Precipitazioni (mm)        | 47           | 34           | 49           | 53           | 62          | 59          | 54          | 103         | 85          | 83           | 62           | 53           | 134      | 164      | 216      | 230      | 744   |